# 小行星35366
小行星35366(Kaifeng)，是一颗地球与火星轨道间的小行星。该小行星于1997年10月18日由中科院国家天文台施密特CCD小行星项目组发现的，以中国河南省境内的开封命名。它的公转周期为3.22年。该小行星的绝对星等为15.9等。
| 前一小行星： (35365)小行星35365 | 小行星列表 | 後一小行星： (35367)小行星35367 |